# Mestia (stad)
Mestia (Georgisch: მესტია) is een 'nederzetting met stedelijk karakter' in het noordwesten van Georgië met 1.721 inwoners (2024), gelegen in de regio Samegrelo-Zemo Svaneti. Het ligt op een hoogte van 1400 meter boven zeeniveau in de Grote Kaukasus, op ongeveer 93 kilometer ten noordoosten van Zoegdidi en hemelsbreed 225 kilometer noordwestelijk van Tbilisi (460 km via de weg). Mestia is het bestuurlijke centrum van de gelijknamige gemeente. Het was hoofdstad van de historische regio Svanetië, een gebied dat nog steeds voornamelijk bewoond wordt door Svaneten, een etnisch Georgische subgroep.

## Geschiedenis

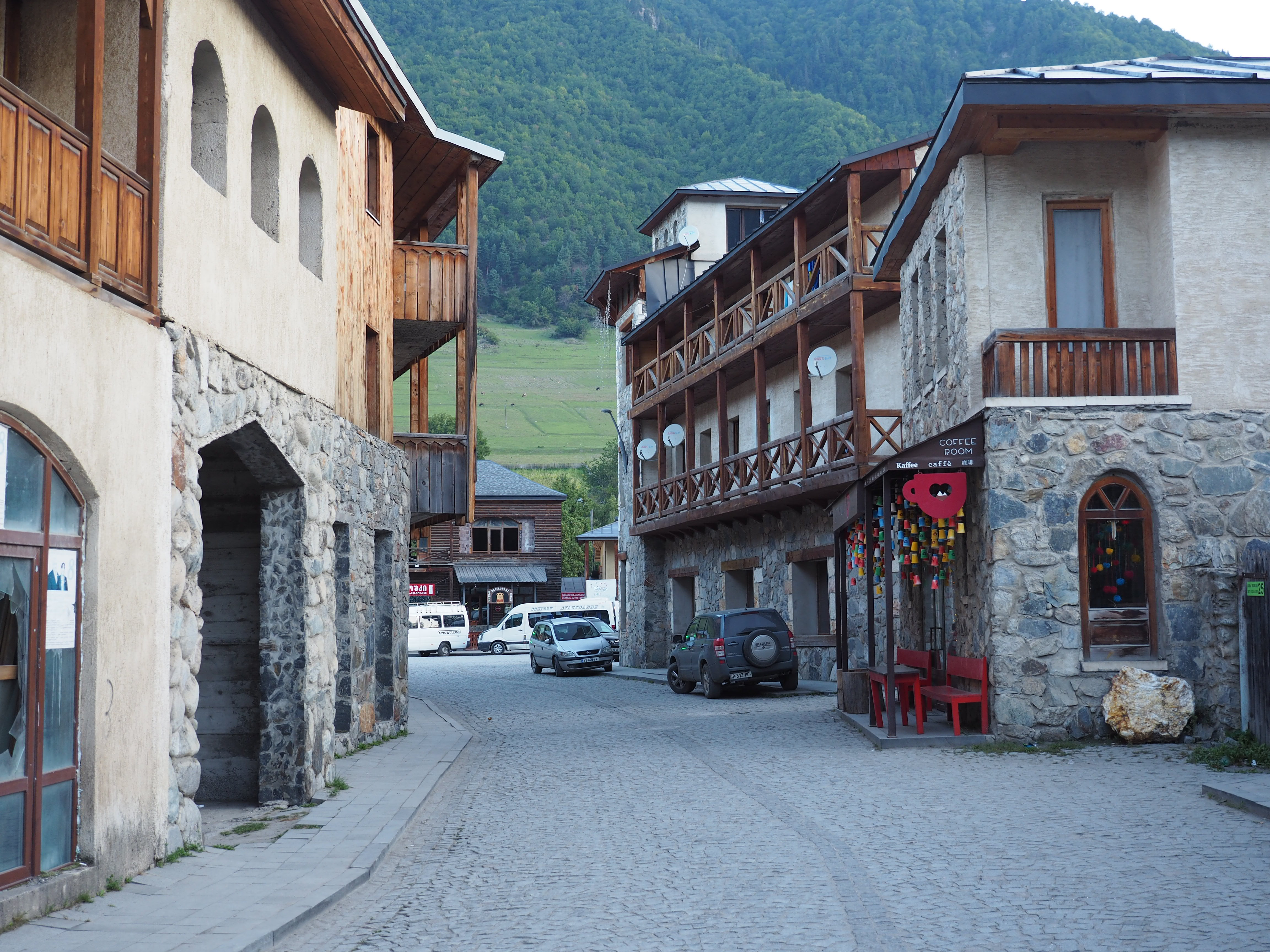
Centrum van Mestia

De geschiedenis van de plaats Mestia is verweven met die van de historische regio Zemo Svanetië, een gebied dat de huidige gemeente Mestia omvat. De plaats speelde een prominente rol in de Georgische cultuur en bevat een aantal middeleeuwse monumenten, waaronder kerken en forten, die zijn opgenomen in de Werelderfgoedlijst van UNESCO. Tot 1953 hette de nederzetting Seti (სეტი), en in 1968 werd Mestia gepromoveerd naar een 'nederzetting met stedelijk karakter' (დაბა, daba). Na de Rozenrevolutie van 2003 werd Mestia een van de centrale pijlers van het toerismebeleid en werd er fors geïnvesteerd in het stadje en omgeving. In 2010 opende de gemoderniseerde luchthaven en werd de Hatsvali kabelbaan geopend.

## Geografie

Berg Oesjba met Mestia in het dal, gezien vanaf Zoeroeldi

Mestia ligt op een hoogte van ongeveer 1.400 m boven zeeniveau in het dal tussen de bergkam van de Grote Kaukasus in het noorden, dat ook de grens met Rusland vormt, en het Svanetigebergte in het zuiden. Twee rechterzijrivieren van de Engoeri komen in Mestia samen, de Mestiatsjala en de Moelchra. Vanuit het stadje zijn de direct zichtbare bergen tussen de 3.500-4.000 meter hoog. De 4700 meter hoge Oesjba iets ten noorden Mestia is een kenmerkende berg.

## Demografie
Begin 2024 had Mestia 1.721 inwoners, een daling van 9 procent sinds de volkstelling van 2014. De bevolking van Mestia bestaat geheel uit Georgiërs, met name Svaneten.
| Aantal                                                           | 1.062 | 856 | 897 | 2.878 | 2.998 | 2.785 | 2.575 | 1.973 | 1.863 | 1.721 |
| Verantwoording data: Bevolkingsstatistiek Georgië 1897 tot heden |       |     |     |       |       |       |       |       |       |       |

## Bezienswaardigheden
Mestia de regio Svanetië zijn een populaire bestemming binnen Georgië, dat berg-, natuurliefhebbers en wintersporters aantrekt. 
- Mestia staat bekend om de zogeheten Svan-torens, torenhuizen gebouwd als verdedigingswoningen. De meesten dateren uit de 9e tot 12e eeuw. Een Svan-toren is ongeveer 20 tot 25 meter hoog en heeft vier à vijf verdiepingen. De begane grond, waarvan de muren tot 1,5 meter breed zijn, heeft meestal geen deuren en geen ramen waarbij de ingang zich op een hoger niveau bevindt. Het bovenste deel van de toren is smaller dan het onderste en de breedte van de muren neemt naar boven toe af. Aan elke kant heeft de toren schietgaten. De Svan-torens maken deel uit van woongebouwen of staan vrijstaand.
- In Mestia staat het historisch en etnografisch Svaneti museum dat in 2013 in een nieuw gebouw opende.[8]
- In de directe omgeving kunnen diverse wandeltochten gemaakt worden naar de bergen en gletsjers zoals de zeer kenmerkende Oesjba-berg met dubbele top (4.690 en 4.710 meter hoog) of de Tjsalaadi gletsjer.

## Vervoer
Mestia is bereikbaar vanaf Zoegdidi via de nationale route Sh7, die vanaf Mestia doorgaat naar Oesjgoeli. Het regionale vliegveld Queen Tamar biedt vluchten naar Tbilisi (vliegveld Natachtari).

## Stedenbanden
Mestia onderhoudt stedenbanden met:
- Berguedà, Spanje (sinds 2019)
- Fındıklı, Turkije (sinds 2023)
- Oboechiv, Oblast Kiev, Oekraïne (sinds 2019)
- Oekrainka, Oblast Kiev, Oekraïne (sinds 2020)
- Slavske, Oblast Lviv, Oekraïne (sinds 2019)
- Telšiai, Litouwen (sinds 2018)

## Geboren
- Ketino Kachiani-Gersinska (1971), Georgisch-Duitse schaakster.
- Giorgi Beridze (1997), Georgisch voetballer.

## Foto's

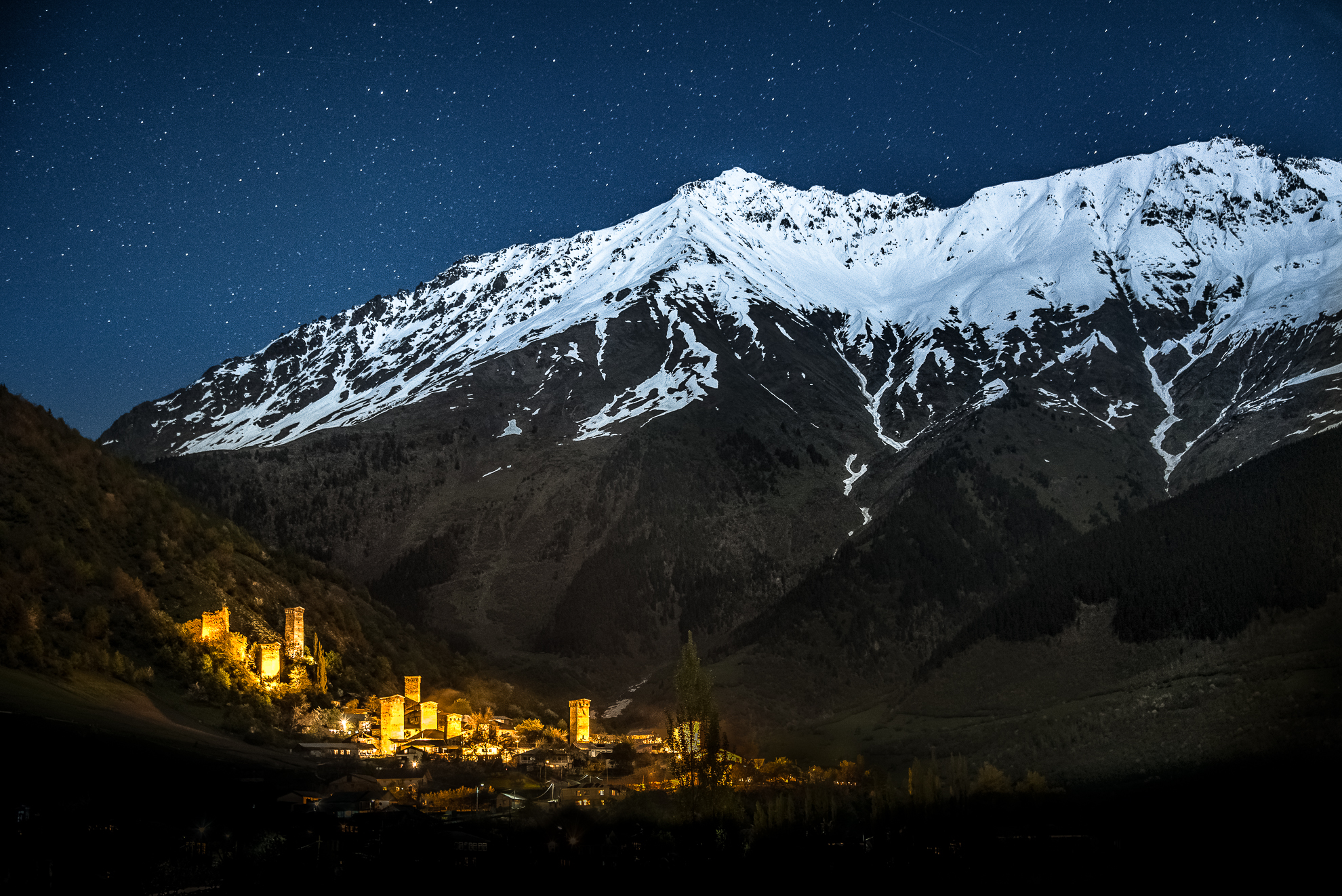
Mestia bij nacht
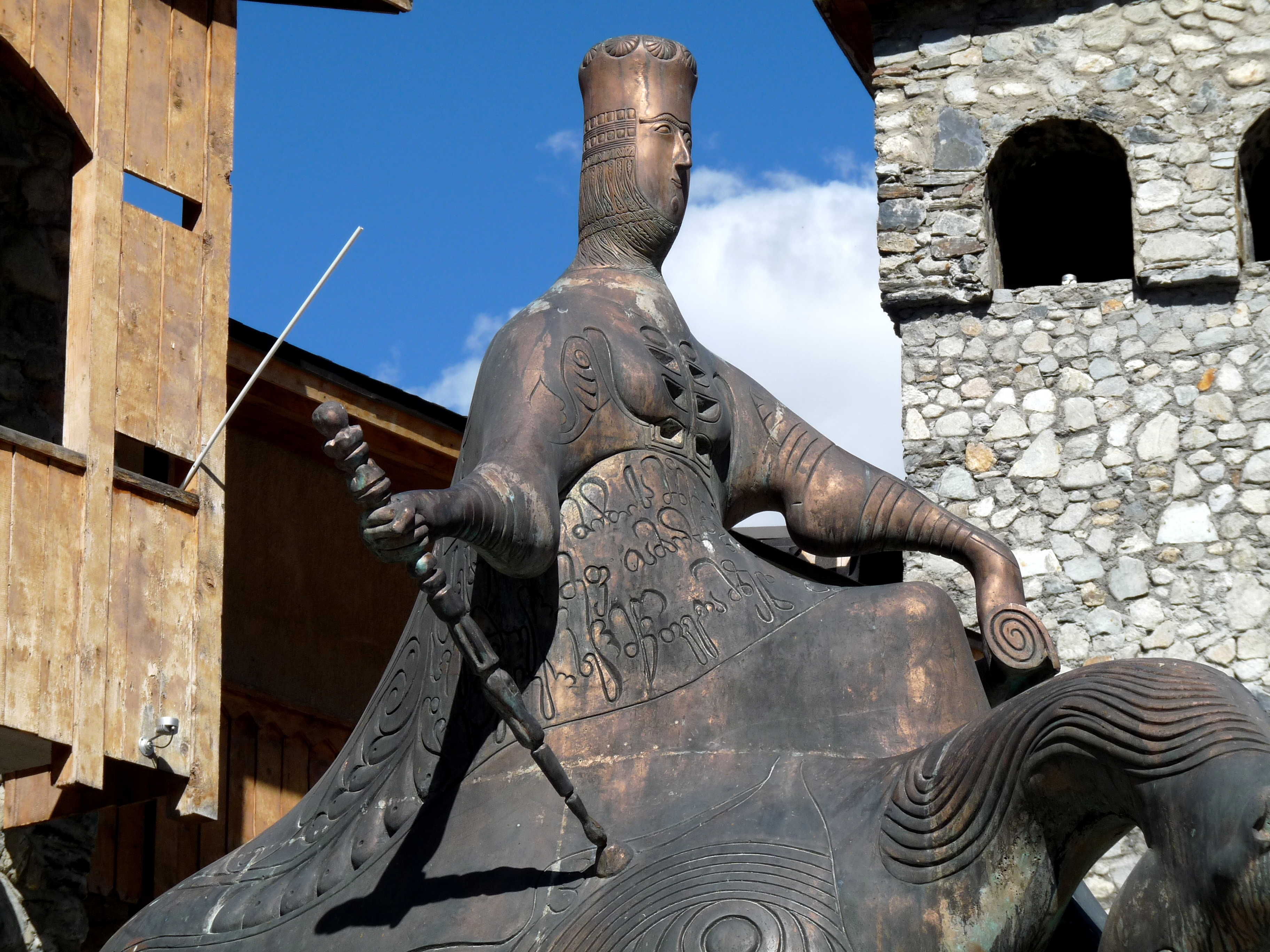
Koningin Tamar
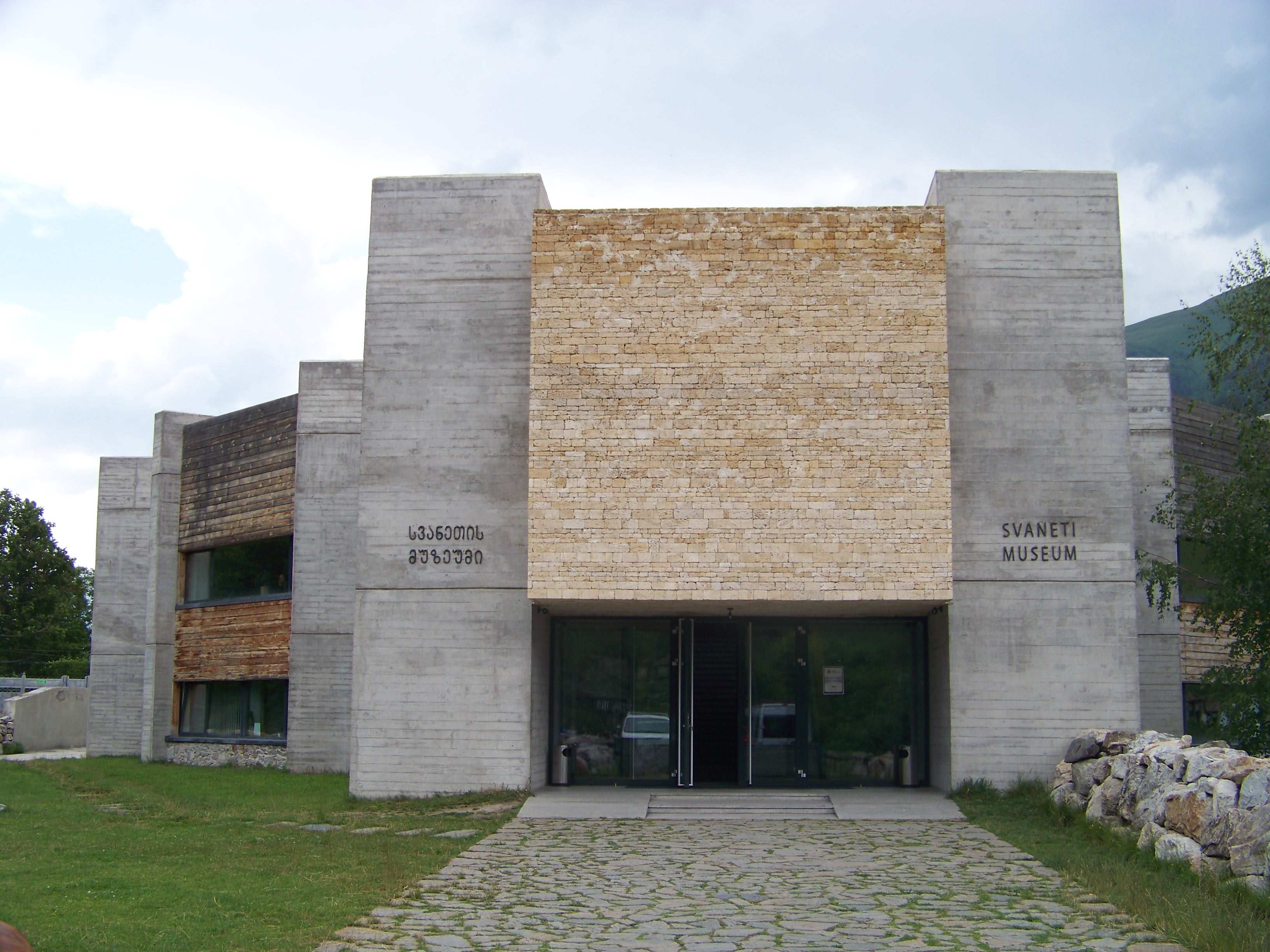
Svaneti Museum
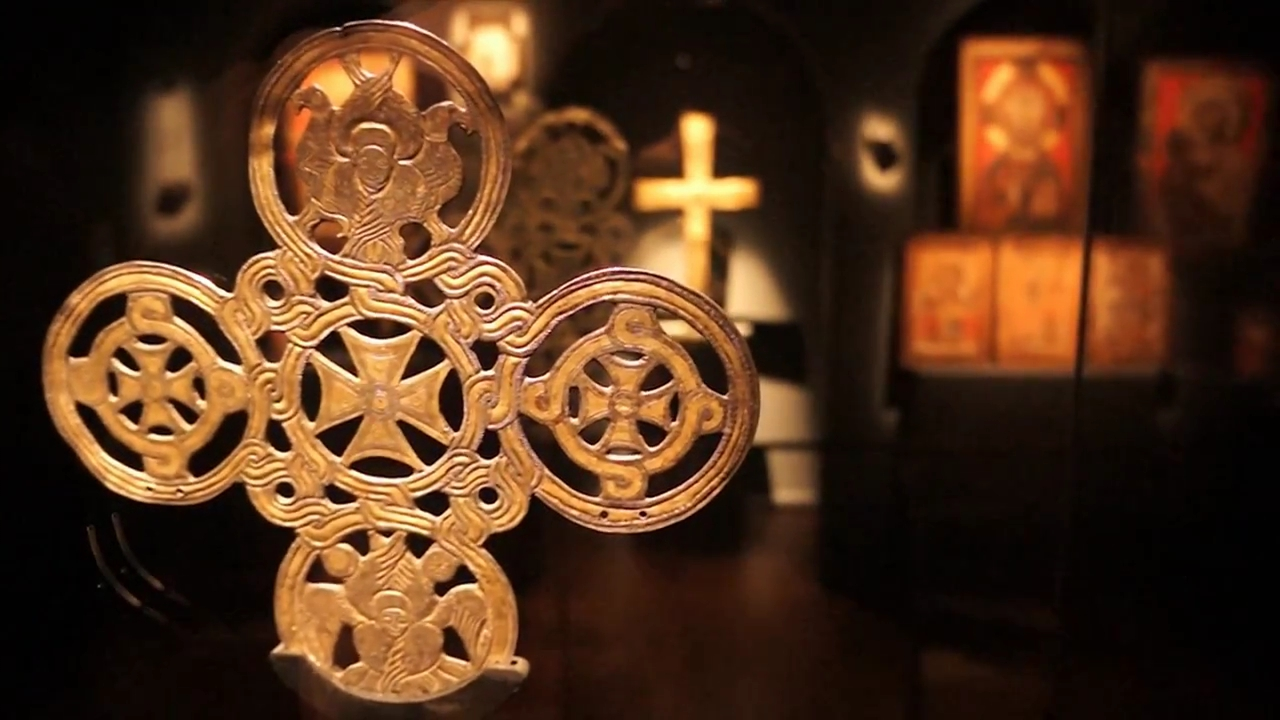
Cultureel erfgoed in museum